# 坂田莠
坂田 莠（さかた はぐさ、1830年（天保元年） - 1891年（明治24年）3月30日）は、幕末の高鍋藩士。明治時代の官吏。神職。新川県参事。

## 経歴
日向高鍋藩士。藩校明倫堂に学んだのち、大坂で藤沢東畡、江戸で藤森弘庵の門に入る。慶応年間、幕府が秋月種樹を若年寄に任じた際は、辞退に奔走した。
維新後は新政府に出仕し、高鍋県大参事を経て、1871年（明治4年11月）新川県参事に就任。同年12月18日まで務めた。
のち神職に転じ、都農神社宮司、大和神社宮司を歴任した。1877年（明治10年）西南戦争では動かず、神官として天下泰平を祈り「素行記事」を記した。来朝した英国王子に対し暴挙を図ると疑われ、三条実美に弁明書を提出した。